# Макаров, Виталий Викторович
Вита́лий Ви́кторович Мака́ров (5 февраля 1940 — 13 октября 2017) — российский дипломат. Чрезвычайный и полномочный посланник 2 класса (1994).

## Биография
Виталий Викторович Макаров родился 5 февраля 1940 года в с. Развильное Развиленского района Ростовской области.
Окончил Московский государственный университет им. М.В. Ломоносова (1967) и Академию общественных наук (1981). Кандидат исторических наук. Владел испанским, английским и немецким языками. На дипломатической работе с 1991 года.
- В 1967—1969 годах — сотрудник Посольства СССР на Кубе.
- В 1969—1976 годах — заместитель заведующего отделом ЦК ВЛКСМ по связям с молодёжными организациями соцстран.
- В 1976—1978 и 1981 годах — заместитель главного редактора газеты «Комсомольская правда».
- В 1981—1991 годах — сотрудник Международного отдела ЦК КПСС.
- В 1992—1996 годах — советник-посланник Посольства России в Никарагуа.
- В 1996—1999 годах — заместитель директора Департамента информации и печати МИД России.
- С 23 июля 1999 по 26 февраля 2003 года — чрезвычайный и полномочный посол Российской Федерации в Колумбии[1][2].

Скончался 13 октября 2017 года. Похоронен в Москве на Востряковском кладбище.

## Дипломатический ранг
- Чрезвычайный и полномочный посланник 2 класса (20 июня 1994)[3].